# Koprofili
Koprofili (fra græsk κόπρος, kópros-ekskrementer og φιλία, Filia-sympati, kærlighed), også kaldet scatophilia eller scat på amerikansk  er en parafili som involverer seksuel interesse i afføring.